# Taz Skylar
Tarek Yassin Skylar (Canarische Eilanden, 5 december 1995) is een Spaans-Brits acteur. Hij staat bekend om zijn rol als Sanji in de Netflix-serie One Piece.

## Biografie
Skylar werd geboren op de Canarische Eilanden, als zoon van een Libanese vader uit Sierra Leone en een Britse moeder uit Yorkshire in Engeland. Hij begon met acteren in Groot-Brttanië, waar hij eerst een aantal kleinere rollen kreeg, zoals in Agatha Raisin en in verschillende korte films. Daarnaast verdiende hij ook zijn eerste sporen als scriptschrijver, onder meer van de televisieserie The Reserves en de misdaadfilm Gassed Up. Skylar kreeg zijn eerste grote rol toen hij werd gecast als Sanji in One Piece.